# Comuna Striukove, Berezivka
Striukove (în ucraineană Стрюкове) este o comună în raionul Berezivka, regiunea Odesa, Ucraina, formată din satele Iakovleve, Jurivka, Martînivka, Rojdestvenka, Striukove (reședința) și Uspenka.

## Demografie
Componența lingvistică a comunei Striukove
     Ucraineană (94,58%)
     Rusă (2,67%)
     Română (1,33%)
     Alte limbi (0,27%)
Conform recensământului din 2001, majoritatea populației comunei Striukove era vorbitoare de ucraineană (94,58%), existând în minoritate și vorbitori de rusă (2,67%) și română (1,33%).